# Jumelles
Jumelles is een gemeente in het Franse departement Eure (regio Normandië) en telt 255 inwoners (1999). De plaats maakt deel uit van het arrondissement Évreux.

## Geografie
De oppervlakte van Jumelles bedraagt 7,3 km², de bevolkingsdichtheid is 34,9 inwoners per km².
De onderstaande kaart toont de ligging van Jumelles met de belangrijkste infrastructuur en aangrenzende gemeenten.

## Demografie
Onderstaande figuur toont het verloop van het inwonertal (bron: INSEE-tellingen).